# 글레치역
글레치역(독일어: Gletsch)은 스위스 발레주 글레치에 있는 1,000mm 미터궤 철도역이다.

## 역사

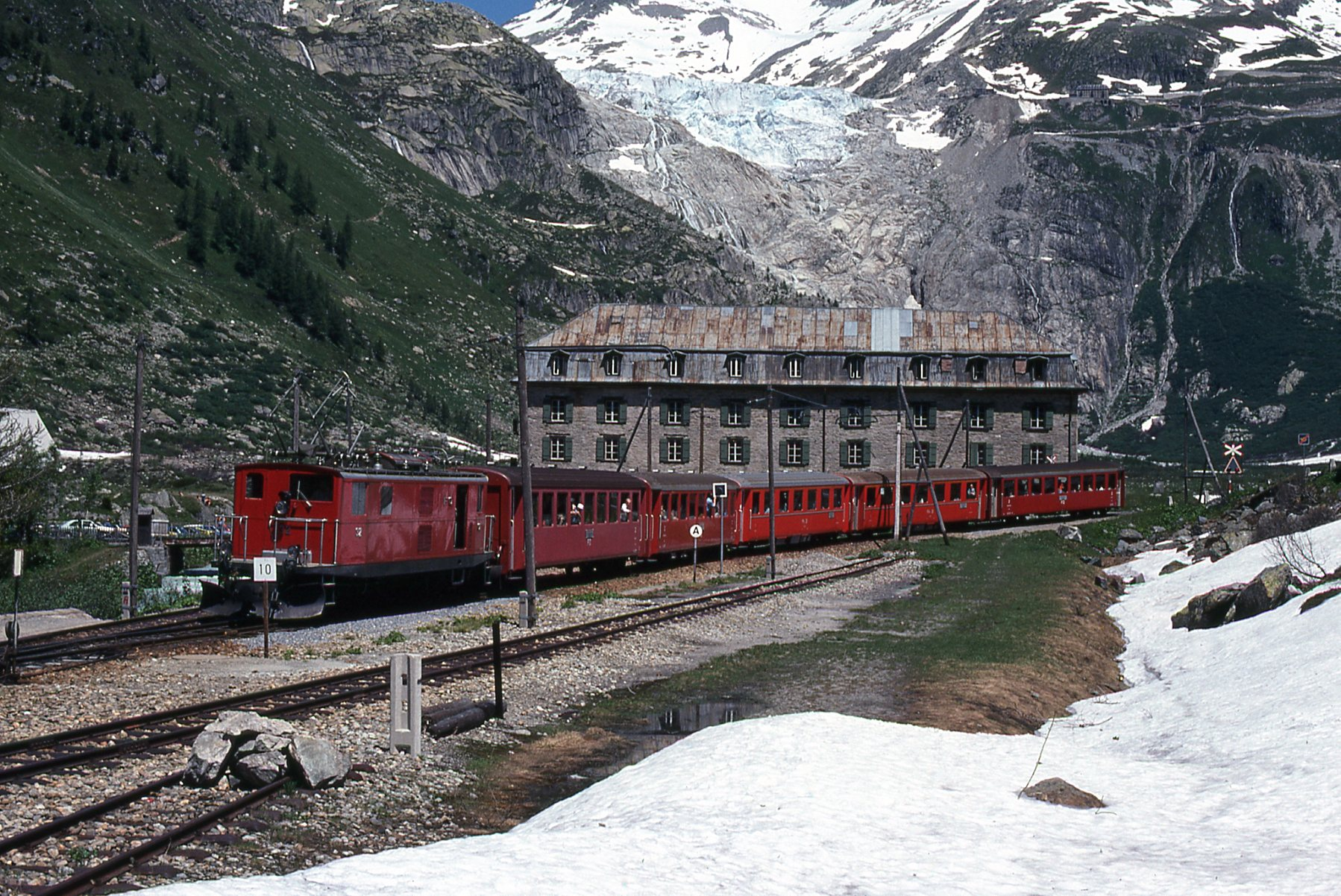
글레치역, 1980년경

역은 우리주의 안데르마트를 거쳐 발레주의 브리크와 우리주의 괴세넨, 그라우뷘덴의 디젠티스/무쉬테를 연결한다.
1982년 글레치역을 포함하여 발레주의 오버발트와 우리주의 레알프 사이의 FO의 원래 부분은 당시 새로운 푸르카 베이스 터널을 통과하는 FO 라인으로 대체되었다. FO 라인의 대체된 부분은 포기되었다.
1992년 7월 11일부터 FO 라인의 버려진 부분이 푸르카 증기 철도(DFB)가 운영하는 유산 철도로서 레알프에서 점진적으로 재개통되었다. 2000년 7월 14일, DFB는 푸르카의 임시 종착역에서 푸르카 정상 터널을 통해 글레치까지 확장되었으며, 글레치역이 재개장되었다.
2010년 8월 12일에 열린 행사에서 대체된 나머지 이전 FO 노선이 이번에는 글레치에서 오버발트까지 다른 DFB 확장이 완료된 후 공식적으로 재개되었다. 2010년 6월 18일의 이전 행사에서 물리적 재결합을 표시하기 위해 금 스파이크가 구동되었다. 글레치와 오버발트 간의 예정된 DFB 서비스가 2010년 8월 13일에 시작되었다.

## 같이 보기
- 스위스의 철도